# Temnoscheila boliviensis
Temnoscheila boliviensis is een keversoort uit de familie schorsknaagkevers (Trogossitidae). De wetenschappelijke naam van de soort werd in 1903 gepubliceerd door Albert Léveillé.